# Uganda gazdasága

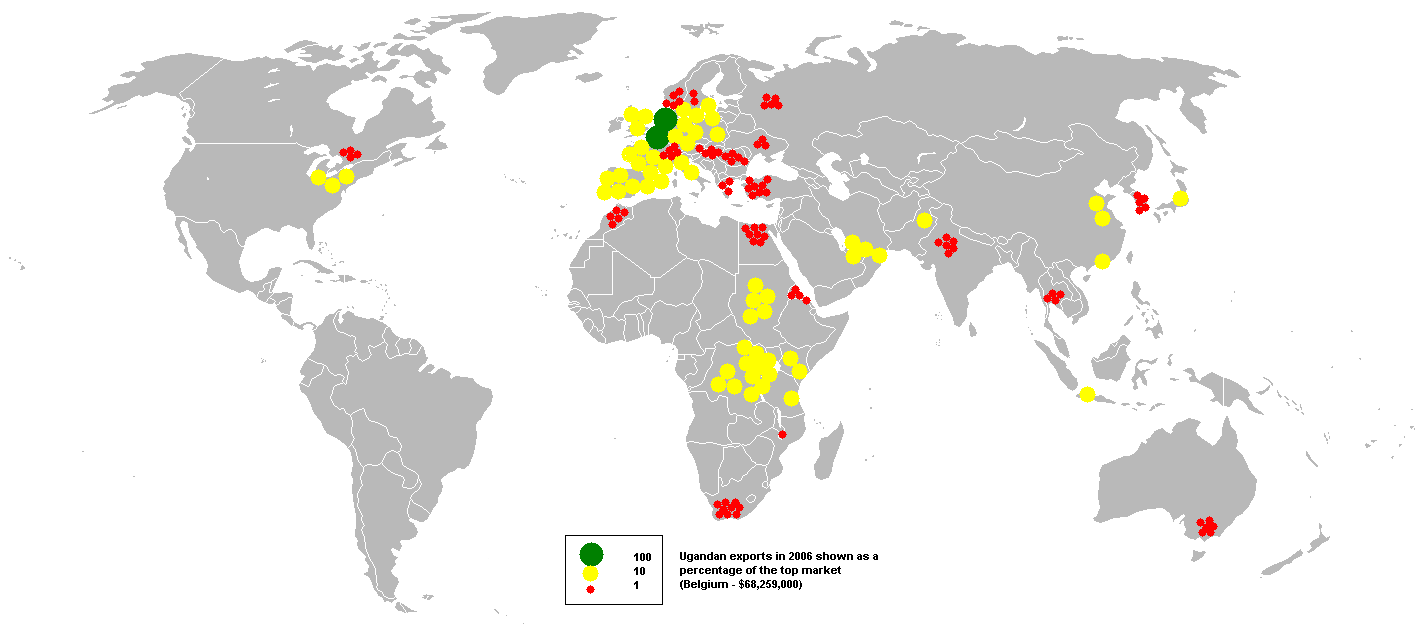
Az ugandai termékek felvásárlói

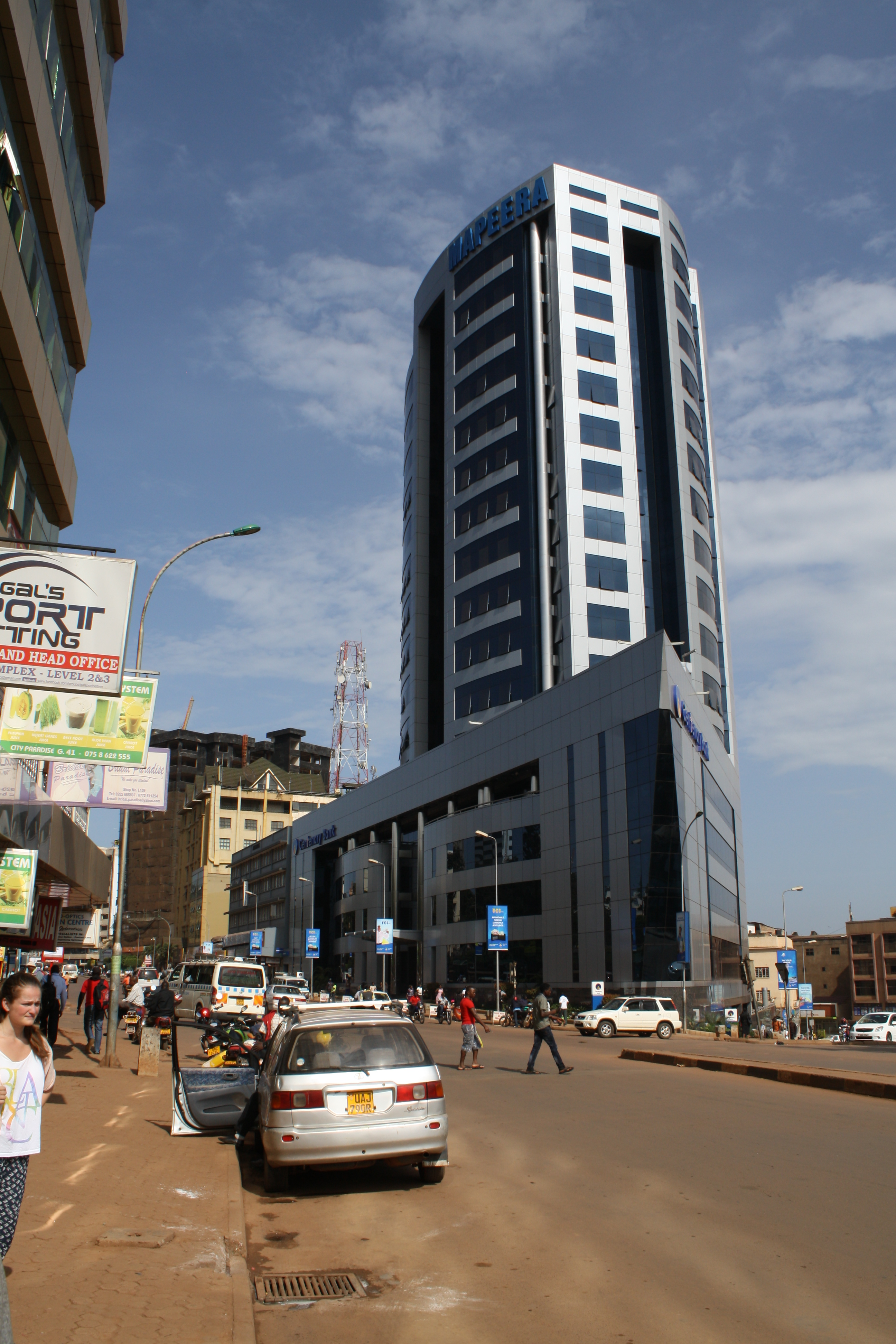
Kampala egyik irodaháza

Uganda hatalmas természeti adottságokkal rendelkezik. Bőséggel van termékeny talaj, a csapadék egyenletesen oszlik el, valamint különféle ásványkincsek találhatók itt. Felmérések szerint ha az ország egész területét művelnék, egész Afrikát el tudnák látni élelemmel. Ezekre épít Uganda gazdasága.
A 20. században történő tartós politikai bizonytalanság, és rossz gazdaságpolitika egészen odáig vezetett, hogy a 20 legszegényebb országok közé sorolták az országot. Nagy volt az energiafüggősége mindaddig, amíg Nyugat-Ugandában (az Albert-tó környékén) nem találtak rá egy nagy kőolajmezőre.
Idi Amin diktatúrája után az vezetők egy gazdaságfejlesztő-programba kezdtek bele 1981-ben, amelyhez jelentős külső támogatást szereztek.
1985 óta átlagosan minden évben enyhe fejlődést mértek a gazdasági mutatók.

## Nemzetközi kereskedelem

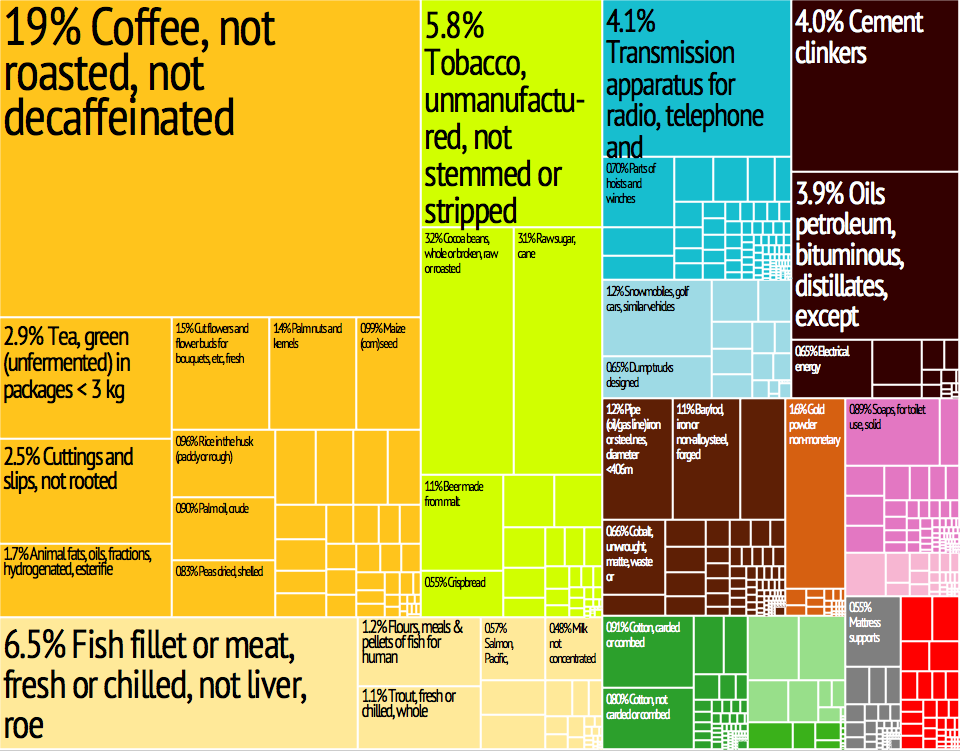
Az export eloszlása termékekre

1986 óta a Yoweri Museveni-féle kormányok mindig a gazdaság talpraállítása felé tettek lépéseket. A közlekedés és a kommunikáció az Ugandai–tanzániai háborúban vagy elpusztult vagy megsérült. Ezeket újraépítették részben önerőből, részben pedig a Nemzetközi Valutaalaptól kölcsönkért 1 millió $-nyi pénzből.
Később komolyabb lépéseket tettek a gazdasági egyensúly eléréséhez. Ennek alapja az volt, hogy jobban beosztották a befolyó pénzeket. Ennek eredményeképpen ki tudták fizetni a béreket, tudták javítani az infrastruktúrát, tudták ösztönözni támogatással a mezőgazdaságban dolgozó gazdákat, hogy többet termeljenek és kevésbé inflálódott az ugandai shilling. Utóbbiról följegyezték, hogy 1987 elején 240%, júniusban 42%, 1992-ben 5,4% (ez sok évig így maradt), majd az ezredforduló környékén 6-7% körüli inflációt jeleztek a mutatók.
A külföldi és hazai befektetések eredményeképpen az egy főre jutó GDP növekedni kezdett. Becslések szerint 2003-2004 fordulóján az emberek 50-100 $-ral több pénzt vihettek haza, mint 1998-ban. A külföldi beruházások közel 15%-kal nőttek 2002-től 2006-ig. Több ország is vissza nem térítendő támogatással segítette az államot, hogy maradék tartozását visszafizesse.

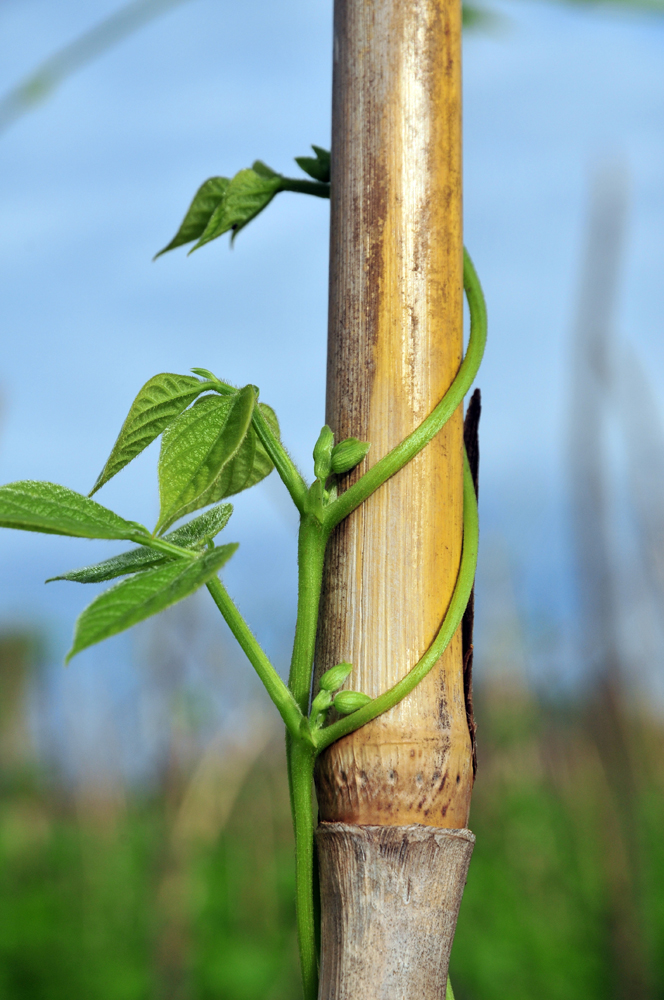
Az egyik gyakran termesztett növény, a bab

Uganda tagja a Kereskedelmi Világszervezetnek.

## Mezőgazdaság
A mezőgazdasági termékek részben belkereskedelmi áruként, részben exportként adják el. Átlagosan az eladott áruk 75%-át belföldön, 25%-át külföldön vásárolják meg, tehát az eladott termékek aránya belkereskedelmi és külkereskedelmi szempontból 3:1.
A legtöbb exportált termék: bőr, vanília, zöldségek és gyümölcsök széles spektruma, virágfélék, pamut, tea, kávé, valamint dohány.
A mezőgazdaság össze van fonódva az iparágakkal, mivel a különféle iparágak leginkább a helyben termelt mezőgazdasági áruk feldolgozásán alapszanak.

## Ipar
Az ipar is kezd helyreállni. Ezért megpróbálják beindítani a régi iparágakat. Ilyen az építőipar, melynek köszönhetően gyorsabban és pontosabb kivitelezéssel tudták megépíteni az épületeket, a cementgyártás, vagy az acélgyártás. Ezeket belföldön és külföldön is egyaránt hasznosítják. Belföldi fogyasztásra leginkább műanyagot, szappant és édesített italokat gyártanak. Az egyik legjelentősebb cementgyár Kelet-Afrikában a 'Tororo Cement Ltd., amely a szomszédos országokba nagy mennyiségű cementet exportál.

## Szállítás és kommunikáció

Az ország úthálózata

Ugandában durván 71 000 kilométer út van. Ennek kb. negyede szilárd burkolatú út. A legtöbb betonozott út Kampalában található, ezenkívül a nagyobbrendű utak is ilyenek.
Körülbelül 1300 km vasútvonal van. Ezeknek nyomtávolsága 1000 mm.
Mindkét közlekedés fajtának fontos szerepe van a szállításban. Az importált termékek nem egyenesen jönnek az országba, hanem a kenyai Mombasába szállítják először, majd onnan vagy vasúton vagy teherautókon Kampalába. A fővárosból körvonalszerűen szállítják a településekre.

## Fordítás
Ez a szócikk részben vagy egészben  az   Economy of Uganda című angol Wikipédia-szócikk fordításán alapul.  Az eredeti cikk szerkesztőit annak laptörténete sorolja fel. Ez a jelzés csupán a megfogalmazás eredetét és a szerzői jogokat jelzi, nem szolgál a cikkben szereplő információk forrásmegjelöléseként.